# Atlantis (2019)
Atlantis (em ucraniano:  Атлантида) é um filme ucraniano distópico pós-apocalíptico dirigido por Valentyn Vasyanovych; foi lançado em 2019. Foi exibido na secção Contemporary World Cinema no Festival Internacional de Cinema de Toronto de 2019. No 76º Festival Internacional de Cinema de Veneza, o filme ganhou o prémio de Melhor Filme na secção Horizontes. Foi seleccionado como a peça ucraniana de Melhor Longa-Metragem Internacional no 93ª Premiação dos Oscars, mas não foi indicado.
Nenhum dos papéis neste filme foi desempenhado por actores, mas sim por veteranos, voluntários, soldados. Um dos papéis principais foi desempenhado por Andriy Rymaryk, um ex-batedor militar, que passou pela Guerra em Donbass e actualmente trabalha na Come Back Alive, uma ONG ucraniana que ajuda soldados ucranianos com base em crowdfunding. Digno de nota, a paramédica Liudmyla Bileka e a voluntária Vasyl Antoniak também participaram do filme.
A fotografia ocorreu predominantemente em Mariupol, de janeiro a março de 2018.

## Sinopse
Numa Ucrânia oriental devastada pelo meio ambiente e devastada pela guerra, um soldado aposentado perde o seu emprego numa fundição. O seu novo trabalho é exumar cadáveres.